# 擁抱夢想 (林原惠單曲)
《擁抱夢想》（日语：ゆめをだきしめて）是日本女性聲優林原惠的第3張單曲。1992年6月24日由STARCHILD（King Records旗下公司）發行。

## 解說
同名標題曲「擁抱夢想」是聲優林原惠主演1991年10月至1992年12月在日本電視台播出的電視動畫《魔法公主 Minky Momo 擁抱夢想》使用的第2期片頭主題曲，同樣的B面歌曲也在該動畫選為第2期片尾主題曲使用。
除此之外，該單曲也是林原惠個人單曲中，目前銷售成績最低的單曲。

## 收錄歌曲
所有歌曲由渡邊夏美作詞，岡崎律子作曲，西脇辰彌編曲。
1. 擁抱夢想（ゆめをだきしめて） [3:47]
  - 日本電視台電視動畫《魔法公主 Minky Momo 擁抱夢想（日语：魔法のプリンセス ミンキーモモ）》第2期片頭主題曲
2. 好大好！ [2:23]
  - 日本電視台電視動畫《魔法公主 Minky Momo 擁抱夢想》第2期片尾主題曲
3. 擁抱夢想（夢を抱きしめて） -off vocal version-

## 收錄專輯
| 曲名     | 收錄專輯     | 發行日期      | 備註                                           |
| -------- | ------------ | ------------- | ---------------------------------------------- |
| 擁抱夢想 | 《SHAMROCK》 | 1993年8月21日 | 林原惠的第4張原創專輯                          |
| 擁抱夢想 | 《with you》 | 2017年5月3日  | 岡崎律子的致敬專輯                             |
| 好大好！ | 《SHAMROCK》 | 1993年8月21日 | 林原惠的第4張原創專輯                          |
| 好大好！ | 《with you》 | 2017年5月3日  | 岡崎律子的致敬專輯 於〈Grow up Version〉中收錄 |